# Зов Симпсонов
«The Call of the Simpsons» (с англ. — «Зов Симпсонов») — седьмая серия первого сезона сериала «Симпсоны». Впервые вышла 18 февраля 1990 года на телеканале «Fox».

## Сюжет
В начале серии Барт и Гомер убираются на лужайке. В то же время Нед Фландерс подъезжает к дому Симпсонов на своём новом фургоне «Бегемот» и хвастается им перед Симпсонами. Гомер из зависти также решает купить себе машину, причём лучше, чем у Фландерса. Придя в автомобильный магазин, он сразу же положил глаз на «Бегемот Максимум» и уже собирался взять его в кредит, но продавец сказал, что Симпсоны «Не смогут купить этот фургон, даже если проживут миллион лет».
Не желая уходить с пустыми руками, Гомер всё же купил старый подержанный фургон, на котором Симпсоны и поехали домой.
Вскоре после этих событий Симпсоны решили побыть на природе. По дороге Гомер сворачивает с шоссе и едет на большой скорости в лес, а когда машина остановилась, Симпсоны увидели, что они висят прямо над пропастью. Они тихо вылезли из трейлера, и в тот же момент он упал. Так они очутились в лесу без еды, воды и всех походных принадлежностей.
Гомер решил, что он с Бартом пойдёт искать пищу, а также людей, а Лиза с Мардж останутся на месте и будут ждать их. Вместе с ними пошла и Мэгги, но ни Барт, ни Гомер не заметили этого, и через несколько минут самая младшая из Симпсонов видит перед собой медведя. Она, не видя никакой опасности, засовывает медведю в рот пустышку. Нельзя точно сказать, понравилась ли этому зверю соска или сама Мэгги, но он отвёл её к своим сородичам, и вскоре она стала их любимицей.
Тем временем Барт с Гомером упали с водопада и потеряли в реке свою одежду. Им пришлось переночевать в лесу, так и не найдя еды, а на следующий день они наткнулись на пчелиный рой. Гомер, не евший ничего целый день, засунул в рот вместе с мёдом пчёл и, испугавшись, побежал прямо в грязевую яму, выкрикивая при этом череду непонятных звуков. Отдыхавший рядом натуралист сумел заснять грязного и кричащего Гомера. После этого плёнка попала на телевидение, а заснятое на ней существо было признано снежным человеком.
Мардж и Лиза были найдены и эвакуированы. Мардж увидела фотографию «снежного человека» и узнала в нём своего мужа. В тот же день в газетах появилась статья «I married Bigfoot» (с англ. — «Я замужем за снежным человеком»).
Гомер с Бартом, скитаясь по лесу зашли в ту самую медвежью пещеру, где была Мэгги Симпсон, которая и покинула пещеру вместе с ними. Они продолжили дальше бродить по лесу, пока случайно не оказались близ того места, где собрались охотники за снежного человека. Гомер был усыплён снотворным и отправлен в «Спрингфилдский институт приматов», но даже его способность разговаривать не убедила учёных в том, что он является настоящим человеком. Специалисты сошлись во мнении, что Гомер либо очень глупый человек, либо «блестящий зверь».